# Aphyosemion splendopleure
Aphyosemion splendopleure är en fiskart som först beskrevs av Brüning 1929.  Aphyosemion splendopleure ingår i släktet Aphyosemion och familjen Nothobranchiidae. IUCN kategoriserar arten globalt som livskraftig. Inga underarter finns listade i Catalogue of Life.